# منداس
منداس هي إحدى بلديات ودوائر ولاية غليزان تبعد عن عاصمة الولاية بـ 37كم جنوب عاصمة الولاية ويبلغ عدد سكانها 15127 نسمة ويشغلون مساحة 180.03كم²
تقع على محور الطريق الوطني رقم 23 في جزئه الرابط بين غليزان وتيارت وأهم دواويرها .’ الشوالة .بني يسعد.وأولاد رافع ’ جل أراضيها خصبة مما أهلها لتكون رائدة في إنتاج الحبوب.كما توجد بها عدة وديان نذكر منها ’واد مناصفة الدي يقسم المدينة إلى قسمين، وكذا واد بن عباد’

## تاريخ
إستقرت بمنداس قبيلة الخضران إحدى قبائل رياح وإحدى احد اكبر العروش الجزائرية. وهذا ماذكره العلامة عبد الرحمن ابن خلدون في رحلته لرجوع الى تونس حيث يقول:
| منداس | فظعنت عن أولاد عريف مع وارتحلت مع عرب الأخضر من بادية رياح كان ينتجعون الميرة في منداس وارتحلنا في رجب سنة ثمانين | منداس |

والانتجاع هو اقامة الصيف في مكان بارد والشتاء في مكان ساخن وهذه عادة القبائل العربية